# 鹿田荘 (越中国)
鹿田荘（かだのしょう）は、越中国射水郡（現在の富山県高岡市南東部付近）にあったと推定される荘園。
天平勝宝元年（749年）に射水郡内の29町3段100歩の土地が東大寺の墾田地としての占定が認められて東大寺領に編入された、いわゆる初期荘園の1つである。神護景雲元年（767年）の越中国の国司解には「全佃」と記されていて経営が順調にいっていることを示している。だが、それから200年余りが経った平安時代中期には経営が不振となっており、長徳4年（998年）には「悉（く）荒廃」と記録され、その7年後の寛弘2年（1005年）には鹿田荘に対する未進地子の督促が出されているか、実際に納付されたかは不明で、その後の記録には見えなくなる。